# Búchach
Búchach (en ucraniano: Бу́чач; en polaco: Buczacz, en yidis: בוצ'אץ‎, en turco: Bucaş) es una ciudad de Ucrania en el óblast de Ternópil.

## Historia
Antiguo asentamiento eslavo, Búchach se menciona a partir de 1260, como parte del Principado de Terebovlia, Principado de Galitzia-Volynia. Entre sus pobladores de entonces había judíos asquenazíes y caraítas. 
La Galitzia fue ocupada por el Reino de Polonia desde mediados del siglo XIV y luego aumentó la afluencia a la región de polacos, judíos y colonos armenios. En 1508 la región fue atacada por los tártaros. A partir de 1569 la ciudad quedó integrada dentro de la Mancomunidad de Polonia-Lituania. Debido a su ubicación, Búchach fue un centro de comercio importante entre Polonia y el Imperio otomano. En 1672 y de nuevo en 1675 la ciudad fue conquistada transitoriamente por los turcos otomanos. 
Anexionada a Austria en 1772 en virtud del Primer Reparto de Polonia, formó parte del Imperio austrohúngaro hasta 1918. 
Tras la Primera Guerra Mundial, fue controlada por la República Popular de Ucrania Occidental hasta la desaparición de esta en 1919. 
Quedó entonces incorporada a Polonia, como parte de la provincia Tarnopol. Los judíos constituían el 60 % de la población, los polacos el 25 % y los ucranianos el 15 %.
Al estallar la Segunda Guerra Mundial fue ocupada en 1939 por el Ejército Rojo. El 7 de julio de 1941, Búchach fue tomada por las tropas alemanas y quedó bajo la jurisdicción del Gobierno General; los nazis mataron a cerca de 7500 residentes, en su mayoría judíos, y enviaron a la fuerza a los jóvenes a trabajar en Alemania. Los soviéticos recuperaron la ciudad el 21 de julio de 1944. Las modificaciones territoriales de la postguerra la asignaron a la URSS como parte de la República Socialista Soviética Ucraniana. Al disolverse la URSS en diciembre de 1991, quedó dentro de Ucrania.

## Hijas de la ciudad
La artista Bohdana Durda nació aquí en 1940.